# Khaled Youssef
 (mars 2021).
Si vous disposez d'ouvrages ou d'articles de référence ou si vous connaissez des sites web de qualité traitant du thème abordé ici, merci de compléter l'article en donnant les références utiles à sa vérifiabilité et en les liant à la section « Notes et références ».
Pour les articles homonymes, voir Youssef.
Khaled Youssef (خالد يوسف), né le 28 septembre 1964, est un scénariste et réalisateur égyptien.

## Biographie

### Enfance
Khaled Youssef est né dans l'un des villages du delta du Nil  (Kafr Shukr) en 1964 d'un père qui occupait le poste de maire aux côtés de son travail en tant que secrétaire de l'Union socialiste à Kafr Shukr (qui constituait la seule organisation politique qui existait sous le règne du président Gamal Abdel Nasser). Son père lui a fourni une éducation culturelle qui avait des dimensions sociales et politiques en raison de sa partialité envers des idées de socialisme arabe (fondées sur le nassérisme). Ainsi, la relation de son père avec Khaled Mohi El-Din, membre de la direction du Conseil du commandement de la révolution du 23 juillet et l'un des symboles les plus importants de la Gauche et du Socialisme dans le monde arabe, a eu un grand impact sur lui : toute son attention fournie durant sa jeunesse lui a donné accès à de vastes débouchés de connaissances et d'expériences qui ont contribué à la formation de sa conscience et de ses sentiments aussi.

### Adolescence
•	Il est l'un des principaux leaders du Mouvement étudiant au cours des années quatre-vingt.
•	Il est président de l'Union des étudiants de l'Université de Zagazig (Faculté d'ingénierie de Shoubra) - Succursale de Banha, et président de l'Union des étudiants d'universités égyptiennes des années 1987, 1988 et 1989.
•	Il obtient un baccalauréat en génie électrique et électronique en 1990.

### Âge adulte
•	Il est président de la Commission du cinéma du Conseil supérieur de la Culture dès 2012 jusqu'à 2016.
•	Il est membre de la 50ème Commission de rédaction de la Constitution égyptienne en 2014.
•	Il est président du Comité suprême des festivals au ministère de la Culture dès 2012 jusqu'à 2016.
•	Il occupe le poste de député dès 2015 jusqu'à 2020.
•	Il est l'un des réalisateurs les plus importants et les plus célèbres du cinéma arabe. Ses films ont gagné une popularité immense et sont acclamés par la critique.
•	Le travail étudiant l'a amené à se rapprocher de hauts responsables politiques, d'intellectuels et d'innovateurs égyptiens tels que Youssef Chahine qui lui a conseillé d'entrer dans le monde du cinéma lorsqu'il a découvert son talent, et lui a proposé de participer à un court film de fiction intitulé  Le Caire raconté par Youssef Chahine (Al-Qahira Mounawwaha Bi Ahliha), lui confiant ainsi un rôle d'acteur. Depuis lors, il a rejoint l'école de cinéma de Youssef Chahine.
•	En 1992, il devient assistant du réalisateur Youssef Chahine dans le film L’Émigré (Al Muhajir), et participe - avec d'autres - à l'écriture de son scénario. Il participe également à l'écriture de scénarios et est responsable de la réalisation exécutive de longs métrages tels que Le Destin (Al Massir), L'Autre (Al Akhar) et Alexandrie... New York (Alexandria... New York), ainsi que d'autres courts métrages, tels que C'est juste un pas (Kolaha Khatwa), 11/9/2001, et Les frères Lumière (Al Ikhwan Lumière). En 2000, il écrit et réalise son premier film La Tempête (Al Asifa) et remporte le grand prix du Jury International au Festival international du film du Caire (Pyramide d'argent) ainsi que le Prix du meilleur film arabe et  obtient le Prix du meilleur réalisateur au Festival national du cinéma égyptien. Il participe également à de nombreux festivals internationaux, comme le Festival de San Francisco.
• En 2001, il  réalise son deuxième film Mariage par décision présidentielle (Gawaz Bi Qarar Gomhoury), et obtient le Prix du meilleur réalisateur au Festival national du cinéma égyptien.
• En 2004, il dirige le film Tu es ma vie (Enta Omry), et  représente l’Égypte au Festival international du film du Caire. Le film  remporte le Prix de la meilleure actrice.
• En 2005-2006, il  écrit et réalise Ouija et Trahison justifiée (Khiana Mashroua).
• En 2007, il  participe avec Youssef Chahine à la réalisation du film Le Chaos (Heya Fawda), constituant  ainsi une étape rare dans l'histoire du cinéma égyptien. Ce film représente l’Égypte au concours officiel du Festival international du cinéma de Venise. Cette même année, il présente son film Hena May'sara qui constitue matière à controverse non seulement en Égypte, mais aussi dans le monde entier et  remporte un grand succès aux niveaux critique et public, ainsi que la plupart des prix du Festival national du cinéma égyptien, comme le Prix du meilleur film, Prix du meilleur réalisateur, Prix du meilleur décor et Prix du meilleur drame.
• En 2008, il a présenté le film Président Omar Harb (Al Rayis Omar Harb) et  remporte le Prix du meilleur réalisateur au cours du Festival national du cinéma égyptien.
• En 2009, il  présente son neuvième film Dokan Shehata après être devenu l'un des réalisateurs les plus éminents et controversés du cinéma arabe.
• En 2010, il présente son dixième film Parlez-moi, merci (Kalemni Shokran), à travers lequel il présente sa propre vision en ce qui concerne l'effet de la révolution de la communication sur l'évolution des valeurs et des traditions au sein de la communauté arabe. Au cours de la même année, il  dirige son onzième film La paume de la lune (Qaf El Qamar), mais n'a pu le projeter qu'à la fin de l'année 2011 en raison de la révolution du 25 janvier.
• La trilogie des films Le Chaos, Hena May'sara   et Dokan Shehata a significativement contribué à révéler l'ampleur de réalité, y compris les manifestations de pauvreté, d'oppression et d'injustice envers les Égyptiens, enracinant ainsi l'esprit de rébellion qui a conduit à la révolution du 25 janvier.
• Selon le Festival international du film de Dubaï en 2013, Le Chaos et Hena May'sara sont entrés sur la liste des 100 meilleurs filmes arabes.
• En 2018, il retourne au cinéma pour écrire et réaliser son douzième film Karma, et remporte le Grand Prix du Festival FESPACO, ainsi que le Prix de l'Union européenne. Il a également gagné une bourse de doublage du film en français et en anglais.

## Vie privée
Il est marié à l'artiste plasticienne saoudienne Shalimar Cherbatly et a 3 enfants

## Activité et influence politique
• En coopération avec les présidents des unions d'étudiants des universités égyptiennes, il  forme l'Union des étudiants de l’Égypte dont il est élu président et  dirige de nombreuses manifestations et démonstrations d'étudiants qui conduisent à son arrestation à plusieurs reprises.
• Après avoir obtenu son diplôme et rejoint le domaine du cinéma en 1990, il  continue à jouer un rôle d'opposition au sein des forces et des mouvements nationaux et partis politiques.
• À la suite du lancement de sa carrière cinématographique et de la réalisation de films portant sa propre signature, son travail commence à refléter les moyens de subsistance et conditions de vie des Égyptiens. En effet, ses films ont exactement prévu et prédit la révolution qui a eu lieu plus de trois ans plus tard d'une manière qui a été difficile à différencier entre ses films et la réalité vécue.
Lorsque l'étincelle de la révolution du 25 janvier éclate effectivement, il est au premier rang des manifestants. Lorsque certains groupes profitent de ces évènements et de l'absence de la police pour tenter de voler le musée égyptien, il lance un appel à travers les chaînes satellites quelques minutes plus tard afin que le peuple égyptien se rende au musée pour le protéger. Cela a eu un grand impact sur le peuple qui a afflué par milliers et a pu protéger le musée des pillages qui auraient affecté les trésors les plus importants de la civilisation humaine. Il reste sur le terrain avec des millions d’Égyptiens jusqu'à ce qu'Hosni Moubarak quitte le pouvoir et reste déterminé à atteindre les objectifs de cette révolution surtout quand les Frères musulmans prennent le pouvoir : il  continue à exposer la réalité de cette organisation malgré son soutien à cette révolution. Il prédit également la chute du règne des Frères musulmans dans l'année à venir et insiste sur telle prédiction tout en y faisant face, malgré leurs agressions et attaques criminelles qui ont lieu devant la Cité de Production médiatique : sa voiture est massacrée et il échappe de peu au lynchage. Toutefois, cela ne l'a pas empêché de continuer à mener sa lutte contre eux.
Quand un ministre de Culture - appartenant aux Frères musulmans - a été nommé, en coopération avec quelques camarades, il prévoit d'occuper le ministère, empêchant ainsi la rentrée de son ministre afin d’arrêter le contrôle des Frères musulmans ou l'abolition de l'identité égyptienne. L'occupation a effectivement lieu au siège du ministère. Le ministre est également empêcher d'y entrer pendant plus d'un mois jusqu'au 30 juin : Khaled Youssef et les autres manifestants  rejoignent les Égyptiens qui ont pu supprimer le régime des Frères musulmans. Parmi cinquante autres Égyptiens, il est choisi pour participer à la rédaction de la nouvelle constitution. Lorsque les élections présidentielles commencent, il est sélectionné par le maréchal Abdel Fattah Al-Sissi afin de faire partie de son comité consultatif composé de quatre autres figures nationales. Au cours des élections législatives, il se présente en tant que député de sa ville natale (Kafr Shukr) et  remporte les élections en 2015.
En coopération avec quelques députés, il forme le seul Bloc " 25-30 " s'opposant à la politique gouvernementale et rejette toutes les politiques économiques et sociales menées par le gouvernement qui ont conduit à un appauvrissement supplémentaire de la population. Il fait également face au système politique quant aux deux cas de cession des îles de Tiran et Sanafir, confirmant leur propriété égyptienne, ainsi qu'à la question d'amendement de la constitution, représentant une attaque contre toute réalisation à laquelle les Égyptiens ont été consacrés et constituant ainsi une trahison des martyrs, résultant en la soumission de sa démission du Parlement qui a été ultérieurement réfutée. Il a été également menacé de mort ou d'emprisonnement. En conséquence, il s'exile à Paris et continue même aujourd’hui à jouer son rôle d'opposition au système politique et à exposer sa tyrannie et sa corruption depuis la capitale française.

## Filmographie

### Réalisateur
•	1994 :  L'Emigré  (Al Muhajir) de Youssef Chahine - Assistant-réalisateur
•	1995 :  Les frères Lumière  (Al Ikhwan Lumière) de Youssef Chahine - Réalisateur délégué
•	1996 :  Le Destin  (Al Massir) de Youssef Chahine - Réalisateur délégué
•	1997 :  C'est juste un pas  (Kolaha Khatwa) de Youssef Chahine - Réalisateur délégué
•	1998 :  L'Autre  (Al Akhar) de Youssef Chahine - Réalisateur délégué
•	2000 :  La Tempête  (Al Asifa) - Réalisateur
•	2001 :  Mariage par décision présidentielle  (Gawaz Bi Qarar Gomhoury) - Réalisateur
•	2002 : Alexandrie ... New York  (Alexandria ... New York) de Youssef Chahine - Réalisateur délégué
•	2003 :  11/9/2001  de Youssef Chahine - Réalisateur délégué
•	2004 :  Tu es ma vie  (Enta Omry) - Réalisateur
•	2005 :  Ouija  - Réalisateur
•	2006 :  Trahison justifiée  (Khiana Mashroua) - Réalisateur
•	2007 :  Le Chaos  (Heya Fawda) - Coréalisateur avec Youssef Chahine
•	2007 : Hena maysara - Réalisateur
•	2008 :  Président Omar Harb  (Al Rayis Omar Harb) - Réalisateur
•	2009 :  Dokan Shehata  - Réalisateur
•	2010 :  Parlez-moi, merci  (Kalemni Shokran) - Réalisateur
•	2011 :  La paume de la lune  (Qaf El Qamar) - Réalisateur
•	2018 :  Karma  - Réalisateur
•	2020 : Préparation de son plus grand film  Al Andalus  : un drame historique en quatre langues (l'arabe, l'anglais, le français et l'espagnol) crée en coopération avec un groupe d'acteurs et de stars internationaux

### Auteur
•	 L’Émigré  (Al Muhajir) - Participation à l'écriture du scénario avec d'autres
•	 Le Destin  (Al Massir) - Participation à l'écriture du scénario et du dialogue avec Youssef Chahine
•	Courts métrages :  Les frères Lumière  (Al Ikhwan Lumière) -  C'est juste un pas  (Kolaha Khatwa) -  11/9/2001  - Participation à la formation de l'idée et à l'écriture du scénario et du dialogue avec Youssef Chahine
•	 L'Autre  (Al Akhar) - Participation à l'écriture du scénario et du dialogue avec Youssef Chahine
•	 La tempête  (Al Asifa) - Auteur de l'histoire, du scénario et du dialogue
•	 Mariage par décision présidentielle  (Gawaz Bi Qarar Gomhoury) - Vision dramatique 
•	 Ouija  - Auteur de l'histoire, du scénario et du dialogue
•	 Trahison justifiée  (Khiana Mashroua): Auteur de l'histoire, du scénario et du dialogue
•	 Hena May'sara  - Participation à l'écriture du scénario et du dialogue avec Nasser Abdul Rahman
•	 Le Chaos  (Heya Fawda) -  Dokan Shehata : Vision dramatique; Participation à l'écriture du scénario et du dialogue
•	 La paume de la lune  (Qaf El Qamar) - Participation à l'écriture du scénario et du dialogue avec Nasser Abdul Rahman
•	 Karma  - Auteur de l'histoire, du scénario et du dialogue

### Acteur
•	1991 :  Le Caire raconté par Youssef Chahine (Al-Qahira Mounawwaha Bi Ahliha) - Documentaire : le chômeur
•	2001 :  Mariage par décision présidentielle  (Gawaz Bi Qarar Gomhoury) : le directeur
•	2004 :  Tu es ma vie  (Enta Omry) (2004) : doyen de faculté
•	2005 :  Ouija  (2005) : l'assistant-réalisateur
•	2006 :  Trahison justifiée  (Khiana Mashroua) : Kamal Hanna
•	2010 :  Zahra et ses cinq hommes  (Zahra Wa Azwajouha Al-Khamsa) : invité d'honneur

## Récompenses
- Prix du meilleur film arabe et Pyramide d'argent pour Al Assifa au Festival international du film du Caire en 2000.
- Étalon d'argent et Prix du meilleur son pour Karma au FESPACO 2019